# Olivgul hackspett
Olivgul hackspett (Colaptes rubiginosus) är en fågel i familjen hackspettar inom ordningen hackspettartade fåglar.

## Utbredning och systematik
Olivgul hackspett har ett mycket stort utbredningsområde från östra Mexiko till nordvästra Argentina. Den delas in i 19 underarter med följande utbredning:
- C. r. yucatanensis – södra Mexiko (Oaxaca) till västra Panama
- C. r. alleni – Sierra Nevada de Santa Marta (nordöstra Colombia)
- C. r. buenavistae – Andernas sluttning i östra i Colombia och östra Ecuador
- C. r. meridensis – nordvästra Venezuela
- C. r. rubiginosus – bergstrakter i nordcentrala och nordöstra Venezuela
- C. r. deltanus – nordöstra Venezuela (Delta Amacuro)
- C. r. paraquensis – bergstrakter i nordcentrala och nordöstra Venezuela
- C. r. guianae – östra Venezuela och närliggande Guyana
- C. r. viridissimus – tepui i södra Venezuela (Auyantepui)
- C. r. nigriceps – Acaribergen (södra Guyana och närliggande Surinam)
- C. r. trinitatis – Trinidad
- C. r. tobagensis – Tobago
- C. r. gularis – Colombia (centrala och västra Anderna)
- C. r. rubripileus – längst i sydväst i Colombia till västra Ecuador och nordvästra Peru
- C. r. coloratus – längst i sydost i Ecuador och nordcentrala Peru
- C. r. chrysogaster – centrala Peru
- C. r. canipileus – centrala och sydöstra Bolivia
- C. r. tucumanus – södra Bolivia till nordvästra Argentina (söderut till Tucumán)
- C. r. aeruginosus – östra Mexiko (Tamaulipas till Veracruz)

Underarten aeruginosus kategoriseras av vissa som egen art. 

### Släktestillhörighet
Tidigare placerades den i Piculus, men studier visar att den är närmare släkt med arterna i Colaptes.

## Status
IUCN kategoriserar underarten aeruginosus och övriga underarter var för sig, båda som livskraftiga.